# Strætó bs.

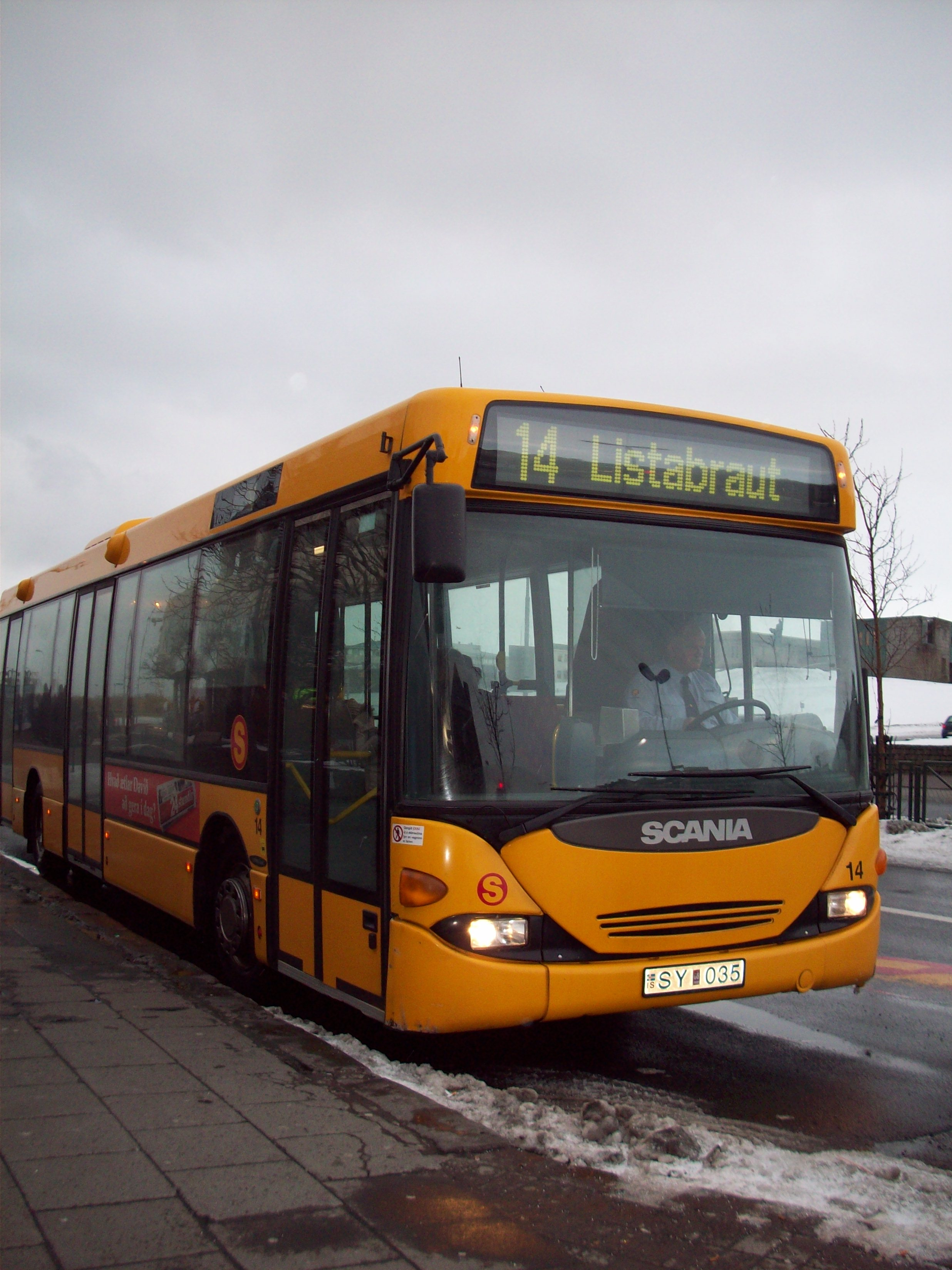
En buss på linje 14 i Reykjavik.

Strætó bs. eller bara Strætó är ett kranskommunalt kollektivtrafiksbolag som ägs av de sju kommunerna i huvudstadsregionen på Island. Företaget bildades den 1 juli 2001 efter en sammanslagning av SVR och AV.

## Historia
Kollektivtrafiken i Reykjaviks närområde, det som idag kallas Huvudstadsregionen, påbörjades år 1931 när företaget Strætisvagnar Reykjavíkur hf. bildades. Den första resan med företaget gjordes den 31 oktober samma år. År 1944 köptes företaget upp av Reykjaviks stad.
År 1991 började företaget Almenningsvagnar bs. ta över större delarna av kollektivtrafiken i regionen. Kommunen Mosfellsbær drog sig ur samarbetet år 1997 och bildade på så sätt företaget SVR.
Idag sköter företaget kollektivtrafiken i kommunerna Reykjavik, Kópavogur, Hafnarfjörður, Garðabær, Mosfellsbær, Seltjarnes och Álftanes. Linjerna består av 24 linjer numrerade S1-S4, S6, 11-19 och 21-28.